# Molgula congata
Molgula congata är en sjöpungsart som beskrevs av Sluiter 1898. Molgula congata ingår i släktet Molgula och familjen kulsjöpungar. Inga underarter finns listade i Catalogue of Life.